# Бороданове
Борода́нове —  село в Україні, у Коровинській сільській громаді Роменського району Сумської області. Населення становить 9 осіб. До 2017 орган місцевого самоврядування — Коровинська сільська рада.

## Географія
Село Бороданове знаходиться за 5-ть км від лівого берега річки Сула. На відстані 1 км розташоване село Зелений Гай, за 4 км - село Коровинці. По селу протікає пересихаючий струмок з загатою. Поруч проходить автомобільна дорога Н07.

## Історія
- 12 червня 2020 року, відповідно до розпорядження Кабінету Міністрів України № 723-р «Про визначення адміністративних центрів та затвердження територій територіальних громад Сумської області», село увійшло до складу Коровинської сільської громади[1].
- 19 липня 2020 року, в результаті адміністративно-територіальної реформи та ліквідації  Недригайлівського району, громада увійшла до складу новоутвореного Роменського району[2].